# Rosie the Riveter

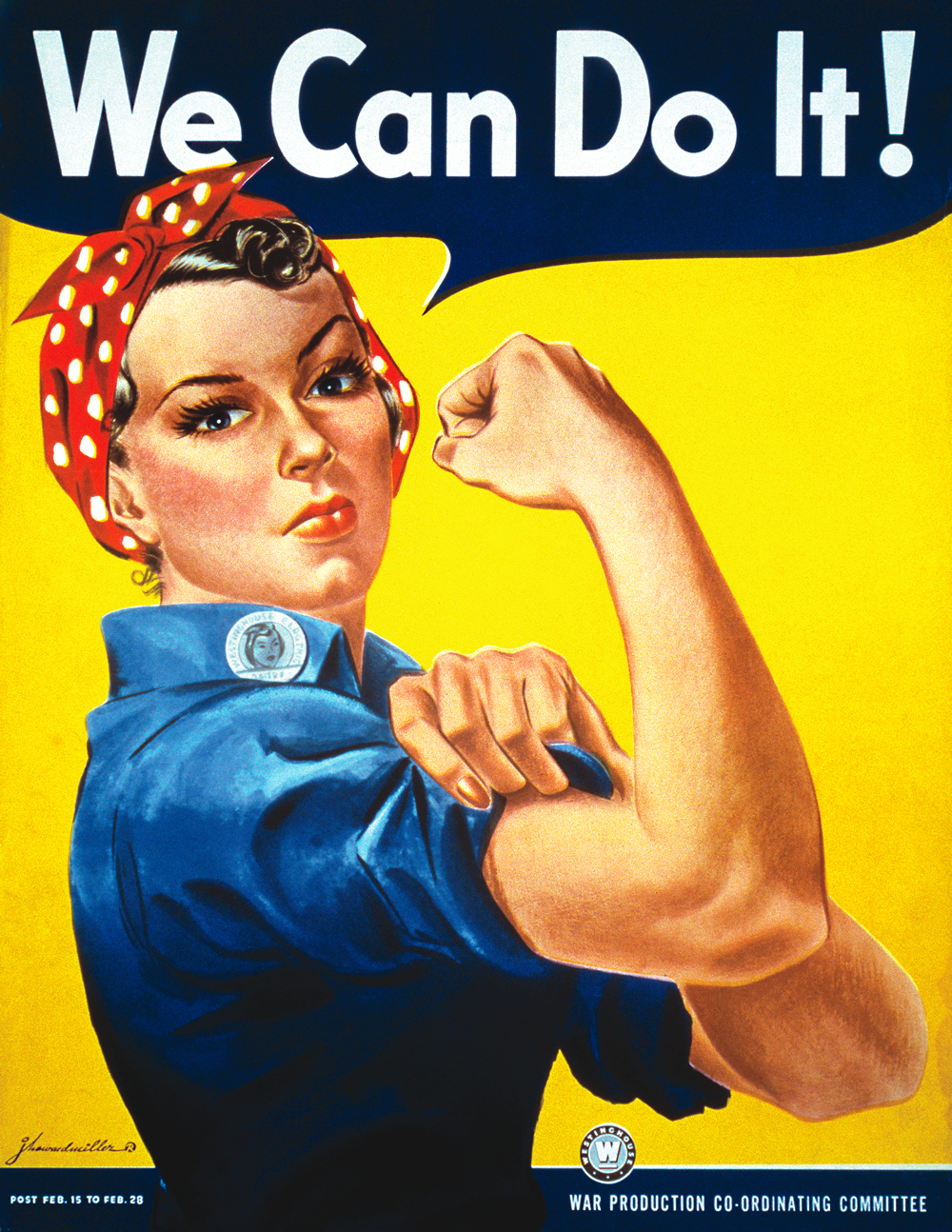
El cartel de la propaganda We Can Do It! («¡Podemos hacerlo!»), de la compañía Westinghouse Electric.

Rosie the Riveter (en español Rosie, la remachadora) es un icono cultural de Estados Unidos que representa a las mujeres de ese país que trabajaban en fábricas durante la Segunda Guerra Mundial, muchas de ellas produciendo municiones y suministros bélicos. A veces, estas mujeres aceptaban empleos totalmente nuevos, reemplazando a los hombres que estaban combatiendo en la guerra.

## Historia
El concepto de «Rosie the Riveter» apareció por primera vez en 1942 en la canción homónima escrita por Redd Evans y John Jacob Loeb. La pieza fue grabada por varios artistas, incluyendo al líder de banda Kay Kyser, convirtiéndose en un éxito a nivel nacional. La canción describía a «Rosie» como una incansable trabajadora que hacía lo suyo para ayudar en el esfuerzo estadounidense durante la guerra, siendo la misión de la pieza precisamente animar a las mujeres a contribuir trabajando en las fábricas de armamento y suministros.
Las «Rosies» reales se encargaron de las labores dominadas por los hombres hasta la Segunda Guerra Mundial, y a pesar de la voluntad de algunas de continuar ejerciendo un oficio remunerado y los trabajos en que se habían formado/especializado durante ese tiempo, cuando los hombres volvieron del combate se las obligó a ceder sus puestos a los soldados desmovilizados y se las relegó de nuevo al rol tradicional de ama de casa o fueron orientadas hacia trabajos no especializados.
Inspirándose en la canción, en la portada de la revista de gran tirada Saturday Evening Post del 29 de mayo de 1943 salió la primera Rosie la Remachadora, pintada por el célebre ilustrador Norman Rockwell, donde se veía a una chica bien fuerte en mono de trabajo sentada durante su descanso, comiendo un sándwich con la remachadora sobre las piernas, el nombre "Rosie" escrito en su fiambrera y los pies descansando sobre el Mein Kampf que se hizo tan popular que la revista se la prestó al Departamento del Tesoro para su uso en las campañas de bonos de guerra. Esta exitosa imagen sirvió de modelo para otras, entre ellas esta del lema "¡Podemos hacerlo!", la cual fue encargada por Westinghouse Electric a J. Howard Miller para colocarla privadamente en sus fábricas para animar a sus trabajadoras, por lo que pasó desapercibida solo popularizándose mucho después y con otro contexto.
Rosie, la remachadora estaba asociada también a una mujer real, Rose Will Monroe, quien nació en 1920 en Pulaski County, Kentucky, para luego mudarse a Míchigan durante la Segunda Guerra Mundial. Trabajó como remachadora construyendo bombarderos B-29 y B-24 para las fuerzas aéreas de los Estados Unidos. Se le pidió a Monroe participar como estrella en una película promocional sobre las contribuciones a la guerra. La canción «Rosie the Riveter» era popular en ese tiempo, y Monroe parecía encajar bien con la descripción de la trabajadora de la canción. "Rosie" llegó a ser quizás el icono femenino más reconocido de esa época. Las películas y carteles de propaganda en los que aparecía se usaban para animar a las mujeres a ir a trabajar para apoyar el esfuerzo colectivo por la guerra. A la edad de 50 años, Monroe realizó su sueño de volar al obtener la licencia de piloto. En 1978, tuvo un accidente en su pequeño aeroplano cuando el motor falló durante el despegue. El accidente resultó en la pérdida de un riñón y la vista en el ojo izquierdo, y acabó con su carrera de piloto. Falleció por un fallo renal el 31 de mayo de 1997, en Clarksville, Indiana, donde residía, a la edad de 77 años.
Una película dramática, Rosie the Riveter, fue estrenada en 1944, tomada del tema de Rosie.

## Homenajes
De acuerdo a Penny Colman, autora del libro Rosie the Riveter: Women Working on the Home Front in World War II, hubo otros iconos culturales similares a Rosie, como Wendy the Welder ('Wendy, la soldadora'), basada en Janet Doyle, una trabajadora del astillero Kaiser en Richmond, California, y Julie the Janitor (Julie, la conserje), una trabajadora de la Eastern Illinois University.
En los años 1960, la actriz de Hollywood Jane Withers se hizo conocida como Josephine the Plumber (Josephine, la fontanera), un personaje que interpretó en los populares comerciales del polvo de limpieza Comet, los cuales fueron exhibidos hasta los años 70. Este personaje se basaba en la Rosie original, por lo que representa el esfuerzo de las mujeres por desempeñarse en trabajos tradicionalmente masculinos.
Más recientemente, las referencias culturales a Rosie vienen de diferentes expresiones. Por ejemplo, en el videojuego BioShock hay un personaje llamado «Rosie» que está armado con una pistola de remaches. De manera similar, en una historieta de DC Comics, el personaje de «Rosie» también usa una pistola de remaches como arma. En el videojuego Fallout 3 hay vallas publicitarias que muestran a Rosies ensamblando bombas mientras beben Nuka-Cola. En el ámbito musical, cantantes como Christina Aguilera y Pink han rememorado a Rosie en sus videos «Candyman» y «Raise Your Glass», respectivamente. La actriz Alexis Bledel también posó como Rosie en una sesión fotográfica de íconos estadounidenses para la revista Glamour en el año 2009. En el 2011, la figura televisiva y empresaria Kris Jenner protagonizó la campaña publicitaria Great Women in History para la marca Poise, la cual produce toallas higiénicas para mujeres con incontinencia urinaria. En el 2012, durante el The MDNA Tour, gira de la cantante estadounidense Madonna, Rosie apareció en las pantallas durante la interpretación de  «Express Yourself».